# Kivikartio
Kivikartio Oy var ett finländskt byggföretag från Åbo. Företaget verkade inom byggbranschen åren 1945–1985 och var sin tids mest framstående byggföretag i Åbo. Kivikartio stod för ungefär en tiondel av alla nybyggda bostäder i staden under sina verksamma 40 år.
1985 sålde Kivikartios grundare industrirådet Pauli Lappalainen byggverksamheten till Hankkija-Puolimatka. En del av det ursprungliga företaget fortsatte som Kiinteistökartio Oy verksamma inom fastighetsbranschen.
Kivikartio har byggt bland annat varuhuset Wikman vid Salutorget i Åbo och Kylmäpihjala samt Stubbens fyrar.